# 王全璋
王全璋（1976年2月15日—），中華人民共和國山东省五莲縣人，维权律师的代表人物之一。在北京執業，常代理敏感案件、大量代理法輪功信仰案做無罪辯護、农民土地案、基督徒案，維護弱勢群體利益，以健全法治為主要領域，例如山东记者齐崇淮案、原三级警督王登朝案的辩护申诉等。他主張「就得不斷碰撞抗爭」。2015年中國709維權律師大抓捕事件被政府抓走後，杳無音訊超過一千天（9年11个月又11天），成為「709案最後一人」，據稱期间曾遭電擊等酷刑。NHK《消失的律師》紀錄片，拍攝中國維權律師王全璋無故被捕後，妻子李文足四處奔走只求見上一面。
維權人士李蔚認為，王案的法律程序極不正常，推測王很可能拒絕與政府「配合認罪」，因此被中華人民共和國政府違法無限期延押，不開庭也不讓律師會見。法媒稱，這種未經起訴就非法關押的手段「在全世界的法制國家中找不到第二例。」美國國務院機構在推特發文標註「人權英雄」，歐盟也聲援、對王無法接觸家人或自行選擇的律師表達嚴正關切。國際特赦組織發佈緊急呼籲，並籲世界各國領導人應公開要求中國政府遵守國際人權規範，並表示多位聯合國人權專家已發聲。德國總理默克爾2018年5月訪問中國，會見王妻李文足。
2018年，中國司法部長傅政華回應媒體詢問時表示，「中國是法治社會，任何人的自由和權利，都要『依法處置』」。對此，王全璋的妻子李文足表示，「傅政華這樣回應記者，根本是敷衍。」最終，2018年12月26日，天津市第二中级人民法院通知王家，將不对外公开审理王全璋煽动颠覆国家政权罪案件，结果择日宣判。
2019年1月28日上午，天津市第二中级人民法院依法宣判王全璋颠覆国家政权案，认定王全璋犯颠覆国家政权罪，判处其有期徒刑四年六个月，剥夺政治权利五年，2020年4月5日清晨出狱，随即被送到老家济南的一处房屋进行2019冠状病毒病的隔离观察。不過，他於2020年4月24日接受《立場新聞》訪問時表示，於隔離過後，仍然有監視，暫時還不能與外地的妻兒團聚。

## 早年
王全璋可能是最早为法轮功辩护的律师之一，很早就被當局盯上。據中國司法部十佳律師高智晟曾在一篇聲援709事件被打壓者的文章說：王全璋律師為法輪功受打壓者、被勞教者，提供法律幫助的時間比他還早，還曾經到北京來拜訪過他。王全璋2000年畢業於山東大學法學院，1999年就開始關注法輪功事件，當時中共開動全國機器集中打壓法輪功，還就讀大學的王，就為受迫害的學員提供法律幫助，被有關部門警告。
王曾任職山東省圖書館，2003通過司法考試，2007年開始律師執業。王全璋曾在山東濟南尹家林社區學校，為底層農民村民輔導，農民土地權益課程、學習用法律維護權利。後來與北京人權機構合作，為維權者提供法律服務，後來政府對他的律師事務所施壓，王辭去律所工作。王還協助外國電視台對敏感案件的採訪。王曾以筆名「高峰」在網上發表數十篇時政評論。2008年被國安人員抄家。王後來離開山東，在「世界與中國研究所」工作，參與寫作有關互聯網與公民運動、中國律師在自由民權運動中的角色的觀察報告。

## 靖江事件
2013年4月3日在江苏靖江市法院，王全璋在为68岁的法轮功学员朱亚年作无罪辩护时，因庭上递交材料时用手机拍照备查，手机被当庭没收，受法官粗暴對待而爭執後，在庭审结束之際王全璋被法官下令带走，之后失踪。隔天4月4日，法院公告称，王全璋因“违反法庭秩序”被拘留10天。引发上百名中國律師連署要求公開現場錄像並釋放，引起中國及西方媒體關注報導，王因此於3天後提前獲釋。但法院仍堅稱他擾亂秩序。
事件引發各地近50名律师及公民，4月5日到靖江市法院外举牌要求释放王全璋，並在拘留所外举牌表达诉求。中国23个省市的近140名律师向中华全国律师协会、北京市律师协会和江苏省靖江市法院发出公开信，要求法院公开所謂“王全璋违反法庭秩序”录像帶、立即放人，並追究相关法官和院长的责任。公开信指出，經與旁聽了當天法庭審理的多名公民核實，法院的行為「完全是濫用司法權力，涉嫌打擊報復」「如果法院没有立即改正，“将会在国内、国际造成极其严重的负面影响，严重损害中国司法形象，并将极大地打击、甚至摧毁人们建设法治国家的信心。」
在外界壓力下，2013年4月6日，被拘留3天後，王全璋律师被提前解除拘留获释。
知名維權律師陳有西引述王全璋的個人博客，王透露，他所代理的当事人，即法轮功學員朱亚年在公安執法、司法過程中遭遇諸多非法對待。王全璋本人在被法院“留置”期间亦遭法警粗暴对待。此外，王還表示，在代理法轮功辯護案時，已多次遭「離奇對待」。例如：2012年8月31日因代理黑龙江省东宁县法轮功学员苗福案遭东宁县法官王传发毆打和谩骂；亦曾遭上海法官徐敏芳當庭驅逐；甚至遭遇河北省唐山公安警察的汽车夹击，威脅到人身安全。
關於律師聯名公開信「公布法庭錄像」釐清真相的要求，法院迄今並未公開。王全璋表示，自己没有扰乱法庭秩序，也没有违反法庭纪律，法院限制他的人身自由缺乏法律依据，认为自己被司法拘留是中国司法系统的耻辱、也是中国执业律师执业环境恶化的一个缩影。他不接受法院所謂「擾亂法律秩序，已起到懲戒作用」的釋放理由，将会通过法律途徑向公眾還原真相。

## 建三江事件
2014年3月28日，王全璋赴黑龙江省佳木斯市建三江农垦局七星拘留所为2014年建三江事件被迫害的律师维权，之前多位律師因為調查建三江黑監獄、要求釋放被非法關押的法輪功學員當事人，多位律師被警察打斷肋骨、威脅摘取器官。拘留所警察为逼迫王全璋在保证书上签字，抓他的头发撞墙、拳头猛击后脑等暴力虐待。

## 被捕
因中國709「維權律師」大抓捕事件，7月10日被失蹤。妻子李文足致信公安部長郭聲琨，希其堅持「依法治國」、力保律師的合法權益之下，儘早公佈王全璋的人身安全消息。
2016年1月8日，王全璋於2015年年末的709事件後被消失數個月後，天津市公安局才宣布「逮捕」，他被指控涉嫌颠覆国家政权罪，羁押在天津市第二看守所。
2016年2月5日，程海律师寄信给天津公安局长要求会见王全璋。
2016年8月8日，美国国务院发表书面声明，批评中國政府正在破坏本身发展中的“法制”，敦促中國政府释放2015年“709大抓捕”事件中已遭判刑及正关押待审的律师和维权人士，立即停止对他们作出起诉及解除活动限制。
2017年2月14日，王全璋遭天津市检察院以涉嫌颠覆罪正式起诉。然而，家属和代理律师仍无法会见王全璋。
2017年5月18号开始，旅德新闻工作者苏雨桐在推特上发起「一人一视频」声援王全璋行动，得到多名维权人士和律師响应。
2017年7月9日，“709大抓捕”两周年之际，王全璋家属及代理律师发表共同声明，谴责天津看守所多次拒绝律师会见，官员口头以王全璋名义解除委托家属委托的律师并违法指派其他辩护律师，以及天津、北京律协及全国律协、北京市司法局和司法部未履责维护律师权益，甚至律师在办案过程中遭跟踪，查车牌、身份证，家属被断水断电、租房遭到驱赶等“黑社会化”办案方式。
2017年11月，台灣聲援中國人權律師網絡等團體發起「＃王全璋不見不散行動」，立法院跨黨派國際人權促進會也出席支持。
2017年1月，29位國際司法界知名律師聯合致信中國領導人習近平，「嚴重關切」中國政府持續關押和虐待人權律師及活動人士、騷擾家屬、不讓律師會見，點名王全璋等人可能遭遇酷刑，呼籲釋放。簽署人包括前美國律師基金會主席大衛·科林斯（David Collins）、前聯合國酷刑問題報告員曼弗瑞德·諾瓦克、前法國司法部長羅伯特·巴丹泰（Robert Badinter ）。原中國福建寧德中級法院經濟庭審判長、前法官李建峰表示，本案嚴重違反刑事訴訟法，辦案的法官、檢察官公然藐視法律，嚴重超期羈押，剝奪公民的人身自由，是嚴重犯罪。

### 中國政府對家屬、律師施壓
李文足說，中國政府國保人員，到親戚家鄉散佈謠言抹黑王全璋。王全璋家屬依法委任的律師，至今仍見不到王全璋；一開始由李仲伟、袭祥栋律师代理，司法局施压不许他们继续代理，威胁抓人，兩律師被迫退出。後來，余文生律师、王秋实律师接任，王秋实律师被抓捕後，程海律师主动为王全璋代理。

### 妻子李文足救夫行動
王全璋被抓後，李文足哭了六個月；三歲兒子問「爸爸去打怪獸怎麼這麼久還沒回來呀？是不是怪獸太多了。」李文足說，「我們要去救爸爸，幫爸爸打怪獸。」李為了救夫，遭遇了警察的各种威胁、骚扰、跟踪、脫衣「檢查」、逼遷、非法限制人身自由，也遭遇死亡威脅，幾十次到天津公安局、看守所、最高人民檢察院、最高人民法院等部門呼籲並控告，送出300多封控告信，但至今都沒有獲得立案。李文足獲「中國公民運動」組織選為2017傑出公民獎。王全璋的代理律師余文生，曾發出21份《王全璋案控告函》控告天津四個部門違法行為。
王全璋入獄後，李文足逐漸瞭解了王努力的意義而感驕傲，她說從不反對王全璋所做的，她獲頒傑出公民獎時說：「我們盼望團圓，更盼望公義在這個國家被高舉！唯有公義被高舉，我們的國、我們的人民才是有福的！對我們來說，沒有公義，何來真正的團圓！」李文足與其他709案家屬，提出「离开梳妆打流氓」的口號，相互協助維權，呼籲國際社會幫助解決中國律師的人權危機。

#### 起訴黨媒《環球時報》
2016年8月，709案部分被抓者，在天津法院開庭，法院拒絕讓家屬出席旁聽，部分家屬被警察帶走，李文足等人被警察圍攻推倒。中共黨媒《環球時報》主編胡錫進攻擊李文足「賣國賊」。2018年1月，李文足向北京朝陽區法院遞交訴狀，起訴中共黨媒《環球時報》主編胡錫進「歪曲事實」，侵犯她名譽權。後來，環時該文才被做下架處理。另外，“环球时报”另有就江天勇案发表评论，江天勇妻子认为报道失实，也将会對此提告。

#### 控告中国公安部長
2016年12月，李文足向北京市東城區法院遞交行政起訴書，控告中国公安部、部長郭聲琨在其視頻《警惕顏色革命——誰想扳倒中國》抹黑人權律師群體。其中，李文足影像兩次出現，被說成「意圖在中國挑起顏色革命的人」。李文足要求法院，責令被告公安部採取補救措施，消除影響，恢復名譽，並承擔訴訟費用。

#### 美國國會視訊作證
李文足、李和平的妻子王峭嶺，2017年5月以視頻方式，參加美國眾議院外交委員會的聽證會作證。李文足緊急呼籲國際社會關注王全璋的生命安危。李說，一位被釋放的律師曾說，在密押期間，他聽過王全璋慘烈哭叫聲，擔心遭遇酷刑甚至殘疾。王峭嶺說，李和平被關押22個月被強迫服用不明藥物、遭遇「工字」鐐銬等嚴重酷刑，蒼老了20歲。

#### 向最高法院控告被拒，千里尋夫
李文足曾到最高人民法院進行至少28次控告，要求法院「有罪審判，無罪放人」，但最高人民法院拒絕受理，法警將她與其他709家屬推倒在地。2018年4月，李從北京徒步往天津「千里尋夫」，被中國政府阻撓綁架，送回北京軟禁；一名男子堵在李家門口恐嚇：「只要你們敢出來就弄死你們，你信不信？」李文足回說：「信，太信了，因為你們就是一群流氓無賴知道你們什麼事都幹得出來」、「如果，我們娘兒失蹤了，被弄死了，請廣大朋友們幫我們把這段悲劇寫在歷史上。」
美国国务院发言人希瑟·诺尔特在推特上声援李文足，「李文足的勇气鼓舞着我们」，要求釋放709案相關人，包括王全璋、余文生、江天勇等人。希瑟轉發美国国务院民主、人权与劳工事务局的一则推文，該推文稱「他自从2015年在#中国为法轮功成员提供法律辩护以来，一直被关押在监狱。」並加上「#妇女历史月、#人权英雄」的标签。
德國總理梅克爾2018年5月訪問中國，會見王妻李文足。

### 遭酷刑对待
2018年7月20日，据自由亞洲電台報道，王全璋與代理律師見了面。律師透露，王全璋在獄中遭受酷刑，被迫服用「高血壓藥」，會見過程非常害怕，溝通時經常無法正確理解對方的意思。

## 审理
2018年12月24日，王全璋遭到羁押1264天后，妻子李文足在Facebook发文向外界宣布案件将于26日天津市第二中级人民法院开庭审理。
庭审当天凌晨，李文足和王峭岭打算到天津听审，被大批要求她随国保车辆前往的国保和警察围堵，两人拒绝要求后，受困于家中。而同样因“709事件”被判刑的律师谢燕益原计划出门申请旁听，前往李文足家途中遭國保阻挠。在法庭外把守的多名警察拒绝记者和民众靠近大楼，表示案件审理不公开。尽管如此，多位驻外使节依然来到现场。而维权人士杨春林更在庭外高呼口号声援，最终和在门外举牌的江西维权人士张哲诚一并被警察带走。据不完全统计，除了上述两人，被现场带走的还有许艳、王素娥、全世欣、王福磊、王全璋的姐姐王全秀。当天上午，香港支联会、社民连和中国维权律师关注组等多个团体当天游行到香港中联办，抗议中国政府无理羁押王全璋，要求释放维权人士。民主党尹兆坚和社民连吴文远等代表在中联办门外张贴请愿信、示威传单和黑色的圣诞剪影后，游行队伍离开。
据自由亚洲电台报道，开庭后不到一分钟，王全璋就當場宣告解聘了官方为王委托的辩护律师刘卫国的情況。这侧面证明了被秘密关押、与外界失联超过三年的王全璋并未屈服、认罪。
下午15点45分，天津市第二中级人民法院发布庭审消息，称案件“涉及国家秘密，法院依法决定不公开开庭审理”，案件将择期宣判。根据网传的起诉书，王全璋被控接受境外资金，在境内培训人员“扶植对抗力量”（指法輪功）。
审判翌日，李文足、王峭岭、原珊珊三位家属到最高人民法院递交《督促函》，促请最高法院履行监督职责，纠正天津法院处理王全璋案时严重超出规定办案期限等问题。然而，大批警察和自称“上访者”的便衣人员早已在门外戒备，三人在信访室附近的公交站遭到团团包围，未能接近法院。
案件最终于2019年1月28日上午在天津市第二中级人民法院公开宣判，王全璋犯颠覆国家政权罪，被判有期徒刑四年六个月，剥夺政治权利五年。

## 出獄後經歷
王全璋于2020年4月5日清晨从山东临沂监狱出狱，随即被送到老家济南的一处房屋进行2019冠状病毒病的隔离观察。
不過，王全璋接受《立場新聞》專訪時表示，即使他完成隔離後，仍未能立刻返回北京與妻兒團聚。他稱其濟南住所樓梯口外，仍持續有警察「關心」把守，並監視他的行踪。他的律師朋友謝陽、程海等人近日抵埗探望他，當局亦諸多干預。雖然法院判剝奪政治權利5年，但理論上有關法規並不包括限制人身自由，對此王全璋批評公安當局，先後以疫情、兩會，及如果他回北京會「無法有效監督」為由，對他的自由加以軟性限制，明顯是濫用權力。直到2020年4月27日，王全璋才在民警的监视下，回到北京与家人团聚。不過王全璋的言論和行動自由仍被剝奪。
北京警方利用房东对其施压，让王全璋有家不能归，想逼其回山东老家居住。

## 個人生活
王全璋被捕前一直與妻兒在北京租房生活，長年奔波中國各地維權辯護，大多透過影片看兒子到兩歲多，被稱為「視頻爸爸」。其子也因王全璋緣故，多次遭到退學以及被拒入學。
王全璋曾因一次為法輪功學員辯護，一名法警對其扇上百個耳光。妻子李文足說，王對待當事人就像家人一樣。王常被政府毆打，都瞞著妻子，被妻子李文足知道後，告訴李，「现在敢代理法轮功案件、敢说话的律师本来就少，如果我再怕危险不去接这些案子，我也不做，大家都不做，这些需要帮助的人怎么办？」李文足透露，王因為堅持保障當事人權益，還曾被戴黑头套，被抓着头撞墙、用礦泉水瓶打头，每次都打他的头。
王全璋代理法輪功學員案件，收費很少，王說：「對於你們，無論我收多少律師費都顯得太多，但為了幫助更多的人，為了可持續的維權，為了養家糊口，我不得不收費，你們給多少就看你們的能力吧。」
王全璋2020年出狱前后使用的的手机号码尾号都是“8964”。

## 外部連結
- 被酷刑的維權律師自白--王全璋：建三江被拘遭遇記（页面存档备份，存于）
- 影片：尋找王全璋– 專訪王全璋妻子李文足（页面存档备份，存于）
- 纪录片：《柔弱即強大》，王全璋律师的妻子李文足讲述关于709的故事（页面存档备份，存于）
- 访王全璋妻李文足：离开梳妆打流氓
  - （上）（页面存档备份，存于）
  - （中）（页面存档备份，存于）
  - （下）（页面存档备份，存于）
- 真正的辯護──記被消失的王全璋律師（页面存档备份，存于）
- 影片：千里寻夫遭软禁 弱女子将笑倒红墙？ （页面存档备份，存于）